# Hội tụ (không gian tôpô)
Khái niệm hội tụ trong toán học có thể được sử dụng trong các không gian Euclid (chẳng hạn xem định nghĩa (ε, δ) của giới hạn), các không gian metric, ví dụ như {\displaystyle \mathbb {R} }, {\displaystyle \mathbb {R} ^{2}}, các không gian hàm hay các không gian tô pô. Với các không gian metric, ta có sự tương đương giữa hai phát biểu sau:
1. Một ánh xạ f là liên tục theo nghĩa tô pô.
2. Với mọi điểm x trong X, và với mọi dãy trong X hội tụ tới x, tạo ảnh của dãy này bởi f hội tụ tới f(x). (tính chất này cũng được gọi là liên tục theo nghĩa dãy).

Đối với các không gian tô pô tổng quát, ta có 1 suy ra 2, nhưng điều ngược lại không đúng. (trong một số trường hợp, chẳng hạn như với các không gian đếm được bậc nhất, ta có 2 suy ra 1). Do đó, người ta đã xây dựng khái niệm hội tụ của lưới nhằm đạt được một tính chất tương đương với tính liên tục của ánh xạ.
Bài viết sau khảo sát lại các khái niệm về sự hội tụ, tính liên tục và mối quan hệ giữa chúng.

## Sự hội tụ của một hàm số

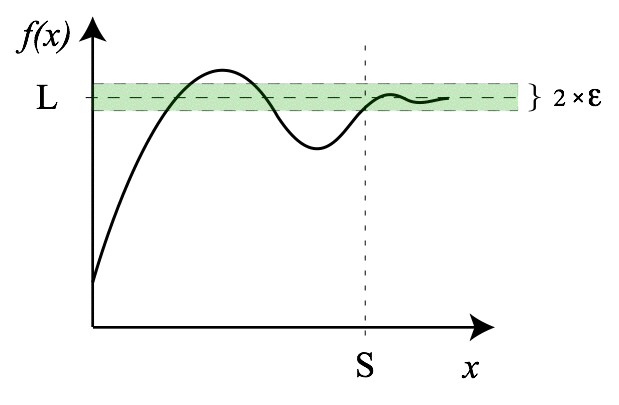
Với mọi, nằm trong lân cận của

Với dao động trong lân cận của thì hàm dao động trong khoảng của

Giả sử {\displaystyle f} là hàm số thực, {\displaystyle c} là hằng số. Ký hiệu {\displaystyle \lim _{x\rightarrow c}f(x)=L}  có nghĩa là {\displaystyle f(x)} tiến gần đến {\displaystyle L} khi {\displaystyle x} tiến gần về {\displaystyle c}. Có thể đọc là "Giới hạn của hàm {\displaystyle f} khi {\displaystyle x} tiến gần đến {\displaystyle c} là {\displaystyle L} ".
Lưu ý:  Hàm {\displaystyle f(x)} có thể không cần xác định tại {\displaystyle c}
Định nghĩa trên được Augustin Louis Cauchy sáng kiến vào năm 1821. Sau đó, Karl Weierstrass đã hình thức hóa bằng cách định nghĩa theo {\displaystyle (\epsilon ,\delta )} như sau:
Hàm số {\displaystyle f} hội tụ về {\displaystyle L} nếu  {\displaystyle \forall \epsilon \geq 0},  {\displaystyle \exists \delta _{\epsilon }\geq 0} sao cho {\displaystyle |f(x)-L|\leq \epsilon ;\;\forall x\in \{y:\;|y-c|<\delta \}}

### Ví dụ
Cho {\displaystyle f(x)={\frac {x^{2}-1}{x-1}}}
Thì {\displaystyle f(1)} không xác định, khi cho {\displaystyle x} tiến gần về  1 thì {\displaystyle f(x)} tiến gần về 2:
| f(0.9) | f(0.99) | f(0.999) | f(1.0)             | f(1.001) | f(1.01) | f(1.1) |
| 1.900  | 1.990   | 1.999    | ⇒ không xác định ⇐ | 2.001    | 2.010   | 2.100  |

Do đó, {\displaystyle f(x)}  có thể tiến gần đến giới hạn của  2 ngay khi {\displaystyle x}  gần đến 1.
Mặt khác, {\displaystyle \lim _{x\to 1}{\frac {x^{2}-1}{x-1}}=2}
Nó cũng có thể được tính theo phương pháp đại số, khi {\displaystyle {\frac {x^{2}-1}{x-1}}={\frac {(x+1)(x-1)}{x-1}}=x+1} với mọi số thực {\displaystyle x\neq 1}.
Vì {\displaystyle x+1} liên tục theo {\displaystyle x} tại 1 nên có thể thay {\displaystyle x=1} để được {\displaystyle \lim _{x\to 1}{\frac {x^{2}-1}{x-1}}=1+1=2}.
Thêm giới hạn tại những điểm hữu hạn, hàm có thể có những giới hạn vô hạn. Ví dụ, xét 
{\displaystyle f(x)={2x-1 \over x}}
- {\displaystyle f(100)}  = 1.9900
- {\displaystyle f(1000)} = 1.9990
- {\displaystyle f(10000)}= 1.99990

Khi {\displaystyle x} thật sự lớn, giá trị của {\displaystyle f(x)} tiến về  2. Trong trường hợp này, giới hạn của {\displaystyle f(x)} khi {\displaystyle x} tiến đến vô cùng là 2. Ký hiệu trong toán học,
{\displaystyle \lim _{x\to \infty }{\frac {2x-1}{x}}=2.}

## Sự hội tụ của một dãy

Hình biểu diễn sự hội tụ của dãy khi

Sự hội tụ của dãy Cauchy

Trong không gian tôpô {\displaystyle X}, dãy {\displaystyle (x_{1},x_{2},...)} hội tụ về {\displaystyle x} nếu với mỗi lân cận mở {\displaystyle U} của {\displaystyle x} thì có một số nguyên dương {\displaystyle N} sao cho {\displaystyle x_{n}\in U\;\forall n\geq N}. Khi đó {\displaystyle x} là điểm giới hạn của dãy {\displaystyle (x_{1},x_{2},...)} và viết 

### Ví dụ
- Nếu {\displaystyle x_{n}=c} với  {\displaystyle c} là hằng số thì {\displaystyle x_{n}\to c}.
- Nếu {\displaystyle x_{n}=1/n} thì {\displaystyle x_{n}\to 0}.
- Nếu {\displaystyle x_{n}=1/n} khi {\displaystyle n} chẵn và {\displaystyle x_{n}=1/n^{2}} khi {\displaystyle n} lẻ thì {\displaystyle x_{n}\to 0}.

### Tính chất
- Nếu {\displaystyle a_{n}\to a} và {\displaystyle b_{n}\to b} thì {\displaystyle a_{n}+b_{n}\to a+b}, {\displaystyle a_{n}b_{n}\to ab}.
- Giới hạn của một dãy là duy nhất
- {\displaystyle \lim _{n\to \infty }(a_{n}\pm b_{n})=\lim _{n\to \infty }a_{n}\pm \lim _{n\to \infty }b_{n}}
- {\displaystyle \lim _{n\to \infty }ca_{n}=c\lim _{n\to \infty }a_{n}}
- {\displaystyle \lim _{n\to \infty }(a_{n}b_{n})=(\lim _{n\to \infty }a_{n})(\lim _{n\to \infty }b_{n})}
- {\displaystyle \lim _{n\to \infty }{\frac {a_{n}}{b_{n}}}={\frac {\lim _{n\to \infty }a_{n}}{\lim _{n\to \infty }b_{n}}}} với {\displaystyle \lim _{n\to \infty }b_{n}\neq 0}
- {\displaystyle \lim _{n\to \infty }a_{n}^{p}=\left[\lim _{n\to \infty }a_{n}\right]^{p}}
- Nếu {\displaystyle a_{n}\leq b_{n}} với mọi {\displaystyle n} lớn hơn {\displaystyle N} thì  {\displaystyle \lim _{n\to \infty }a_{n}\leq \lim _{n\to \infty }b_{n}}

## Sự hội tụ của một lưới
Lưới {\displaystyle (x_{i})} được gọi là hội tụ  về {\displaystyle x\in X} ({\displaystyle X} là một không gian tôpô)nếu với mỗi lân cận {\displaystyle U} của {\displaystyle x} tồn tại một chỉ số {\displaystyle i\in I} ({\displaystyle I} là tập có hướng) sao cho {\displaystyle \forall j\geq i} thì {\displaystyle x_{j}\in U}. Điểm {\displaystyle x} được gọi là điểm giới hạn của lưới {\displaystyle \{x_{i}\}_{i}\in I} và thường viết  {\displaystyle x_{i}\longrightarrow x}.

### Tập có hướng
Tập có hướng là một tập có thứ tự {\displaystyle I} sao cho: Với 2 phần tử {\displaystyle i,j\in I}, luôn có phần tử  {\displaystyle k\in I} lớn hơn hoặc bằng của hai phần tử  {\displaystyle i,j}. Ký hiệu: {\displaystyle \forall i,j\in I}, {\displaystyle \exists k\in I,k\geq i} và {\displaystyle k\geq j}

### Lưới
Lưới (còn được gọi là dãy tổng quát) là một ánh xạ đi từ một tập có hướng vào trong một không gian. Nói cách khác, một lưới trên không gian {\displaystyle X} (với tập chỉ số là tập có hướng {\displaystyle I}) là một ánh xạ {\displaystyle x:I\longrightarrow X}. Ta viết {\displaystyle x_{i}=x(i)} và ký hiệu lưới {\displaystyle (x_{i})_{i\in I}}. Ký hiệu {\displaystyle \{x_{i}\}_{i}\in I} cũng thường được sử dụng.

### Ví dụ
- Tập số tự nhiên {\displaystyle \mathbb {N} } với quan hệ thứ tự {\displaystyle (\leq )} là một tập có hướng.
- Cho {\displaystyle X}  là một không gian tôpô và {\displaystyle x\in X}. Lấy {\displaystyle I} là họ các lân cận mở của {\displaystyle x}. Định nghĩa trên tập {\displaystyle I}: {\displaystyle U\leq V\Longleftrightarrow U\supset V}. Lúc đó {\displaystyle I}  trở thành tập có có hướng.
- Những lưới có tập chỉ số {\displaystyle I=\mathbb {N} } với thứ tự thông thường là một dãy.
- Sự hội tụ của những lưới có tập chỉ số {\displaystyle I=\mathbb {N} } với thứ tự thông thường  là sự hội tụ của dãy.
- Lấy {\displaystyle X=\{x_{1},x_{2},x_{3}\}} với tôpô {\displaystyle \{\varnothing ,X,\{x_{1},x_{3}\},\{x_{2},x_{3}\},\{x_{3}\}\}}. Lưới {\displaystyle (x_{3})} hội tụ về {\displaystyle x_{1},x_{2}} và {\displaystyle x_{3}}. Lưới {\displaystyle (x_{1},x_{2})} hội tụ về {\displaystyle x_{2}}.

## Các phát biểu liên quan đến hội tụ trong không gian tôpô
- Điểm {\displaystyle x\in X} được gọi là điểm giới hạn của tập con {\displaystyle A\subset X} {\displaystyle \Longleftrightarrow } có một lưới trong {\displaystyle A-\{x\}} hội tụ về {\displaystyle x}.

| Chứng minh |
| --- |
| - ({\displaystyle \Rightarrow }): Giả sử {\displaystyle x} là điểm giới hạn của {\displaystyle A}. Xét tập có hướng {\displaystyle I} chứa tất cả các lân cận mở của {\displaystyle x} với thứ tự {\displaystyle U\leq V} nếu {\displaystyle U\supset V}. Với bất kỳ một lân cận mở {\displaystyle U} của {\displaystyle x}, tồn tại phần tử {\displaystyle x_{U}\in U\cap A,x_{U}\neq x}. Xét lưới {\displaystyle \{x_{U}\}_{U\in I}}, đây chính là một lưới trong {\displaystyle A-\{x\}} hội tụ về {\displaystyle x}. Thực vậy, cho trước một lân cận mở {\displaystyle U} của {\displaystyle x}, {\displaystyle x_{V}\in V\subset U}, {\displaystyle \forall V\geq U} - ({\displaystyle \Leftarrow }): Giả sử có một lưới {\displaystyle (x_{i})_{i\in I}} trong {\displaystyle A-\{x\}} hội tụ về {\displaystyle x}. Lấy {\displaystyle U} là một lân cận mở của {\displaystyle x}. Ta có một {\displaystyle i\in I} sao cho với {\displaystyle j\geq i}, {\displaystyle x_{j}\in U}, đặc biệt {\displaystyle x_{i}\in U\cap (A-\{x\}}. |
- Cho {\displaystyle X,Y} là hai không gian tôpô. Ánh xạ{\displaystyle f:X\longrightarrow Y} liên tục tại {\displaystyle x} {\displaystyle \Longleftrightarrow } Nếu một lưới {\displaystyle n} hội tụ về {\displaystyle x} thì lưới {\displaystyle f\circ n} hội tụ về {\displaystyle f(x)}.

| Chứng minh |
| --- |
| - ({\displaystyle \Rightarrow }): Cho {\displaystyle f} liên tục tại {\displaystyle x}, {\displaystyle U} là lân cận của {\displaystyle f(x)}. Suy ra {\displaystyle f^{-1}(U)} là lân cận của {\displaystyle x} trong {\displaystyle X}. Khi {\displaystyle (x_{i})} hội tụ tại {\displaystyle x}, tồn tại {\displaystyle i\in I} sao cho với mọi {\displaystyle j\geq i} ta có {\displaystyle x_{j}\in f^{-1}(U)}, cho ta {\displaystyle f(x_{j})\in U}. - ({\displaystyle \Leftarrow }): Ta sẽ chứng minh rằng nếu {\displaystyle U} là một lân cận mở trong {\displaystyle Y} của {\displaystyle f(x)} thì {\displaystyle f^{-1}(U)} là một lân cận của {\displaystyle x} trong {\displaystyle X}. Giả sử ngược lại, thì {\displaystyle x} không là điểm trong của {\displaystyle f^{-1}(U)}, nên nó là điểm giới hạn của {\displaystyle X-f^{-1}(U)}. Tồn tại một lưới {\displaystyle (x_{i})} trong {\displaystyle X-f^{-1}(U)} hội tụ về {\displaystyle x}. Khi {\displaystyle f} liên tục, {\displaystyle f(x_{i})\in Y-U} hội tụ về {\displaystyle f(x)\in U}. Điều mâu thuẫn này cho thấy {\displaystyle U} mở. |
- Nếu  {\displaystyle X} là không gian Hausdorff thì mọi lưới trong {\displaystyle X} có nhiều nhất một điểm giới hạn.

| Chứng minh |
| --- |
| - Cho một lưới {\displaystyle (x_{i})} hội tụ về hai điểm {\displaystyle x} và {\displaystyle y} khác nhau. Khi một không gian là Hausdorff, tồn tại các lân cận mở giao nhau là rỗng {\displaystyle U} và {\displaystyle V} của {\displaystyle x} và {\displaystyle y}. Tồn tại {\displaystyle i\in I} để {\displaystyle \gamma \geq j} ta có {\displaystyle x_{\gamma }\in U}. Khi tồn tại {\displaystyle \gamma \in I} để {\displaystyle \gamma \geq i} và {\displaystyle \gamma \geq j}, điểm {\displaystyle x_{\gamma }} sẽ thuộc {\displaystyle U\cap V}, vô lý. |
- Không gian mêtric là compact nếu và chỉ nếu mọi dãy đều có dãy con hội tụ.